# KuK
 (mars 2023).
Si vous disposez d'ouvrages ou d'articles de référence ou si vous connaissez des sites web de qualité traitant du thème abordé ici, merci de compléter l'article en donnant les références utiles à sa vérifiabilité et en les liant à la section « Notes et références ».
Pour les articles homonymes, voir Kuk.

Les moyennes armoiries de la double monarchie (1915 – 1918).

KuK (écrit k. u. k., k. und k., ou, plus rarement, k. & k.) est l'acronyme de l'expression kaiserlich und königlich (prononcer [kaɪzɐlɪç ʔʊnt ˈkøːnɪklɪç]), impérial et royal en allemand. Son équivalent hongrois est Császári és Királyi. Ces qualificatifs étaient employés par le gouvernement austro-hongrois de 1867 à 1918 , époque où l'empire d'Autriche (Cisleithanie) et les royaumes de Hongrie-Croatie (Transleithanie) étaient réunis en union réelle au sein d'une même entité politique. En revanche, l'appellation kaiserlich-königlich (k. k.), sans le und, se réfère à l'empire d'Autriche, où l'empereur détient également des titres royaux. 
En tant que souverain, François-Joseph Ier, issu de la maison de Habsbourg-Lorraine, était à la fois empereur d'Autriche (Kaiser von Österreich) et roi de Hongrie (König von Ungarn), cette dernière ayant retrouvé ses privilèges politiques par le Compromis austro-hongrois de 1867.

## Symbolique de l'emploi

Carte de l'Autriche (en rouge), de la Hongrie (en vert) et de la Bosnie comme condominium.

Pendant des siècles, l'ensemble des territoires sous le contrôle de la monarchie de Habsbourg utilisait indifféremment kaiserlich und königlich ou kaiserlich-königlich, les Habsbourg régnant comme rois sur la Hongrie, la Bohême, la Croatie-Slavonie et la Galicie. Avant l'année 1804, le titre impérial la « maison d'Autriche », elle-même portant le titre d'archiduc, était lié à son rôle en tant que souverain du Saint-Empire conglomérat des États principalement allemands. Le même titre, celui d'empereur, vint à identifier leur rôle comme chef du nouvel empire d'Autriche créé par François II/Ier le 11 août 1804 face au couronnement de Napoléon Ier. Lors de l'établissement de la confédération du Rhin, François doit renoncer au titre d'empereur du Saint-Empire le 11 août 1806.
En 1867, l'empereur François-Joseph Ier d'Autriche après des défaites lors de la guerre austro-prussienne et la troisième guerre d'indépendance italienne était contraint de faire des concessions à l'aristocratie de la Hongrie qui depuis la révolution de 1848 est restée en résistance passive. Par le Compromis austro-hongrois la Hongrie obtient une grande autonomie : le titre impérial se réfère désormais uniquement aux royaumes et pays représentés à la Diète d'Empire (« Cisleithanie ») et les Hongrois insistent sur le und (« et »), et non sur le trait d'union, dans tous les usages en accord avec le nouveau statut autonome du royaume au sein de l'Autriche-Hongrie. Dans les documents officiels, les abréviations utilisées étaient :
- k. k. ou K. K., pour « impérial » (empire d'Autriche) – « royal » (royaume de Bohême), se rapporte soit à l'empire d'Autriche avant 1867 soit à la « Cisleithanie » entre 1867 et 1918 ;
- k. u. k., pour impérial (empire d'Autriche) « et » royal (royaume de Hongrie), se rapporte à l'union réelle d'Autriche-Hongrie jusqu'à sa dissolution en 1918.

## Utilisation
Les abréviations k. u. k. ou k. und k. ne se réfèrent plus qu'aux institutions communes de l'Autriche-Hongrie, tandis que m. k. (magyar királyi en hongrois) ou k. u. (königlich ungarisch en allemand, signifiant « royal hongrois ») se réfèrent aux pays de la Couronne de Saint-Étienne (« Transleithanie ») soit la Hongrie proprement dite et la Croatie qui lui était subordonnée. On trouvait donc le sigle kaiserlich und königlich pour les institutions partagées par les deux parties de la monarchie dans différentes administrations impériales : 

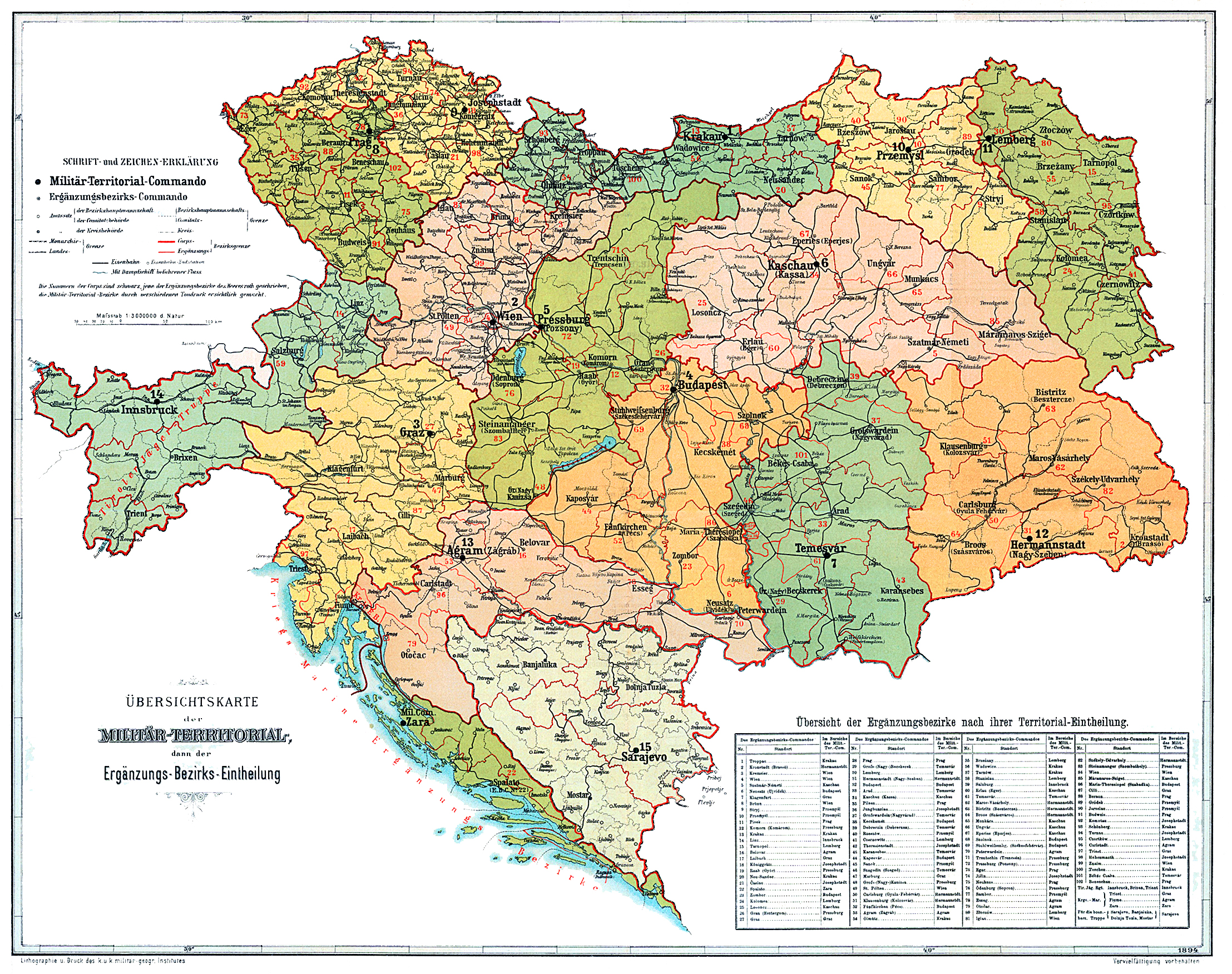
Carte des corps de l'armée commune, 1894.

- François-Joseph Ier, empereur d'Autriche et roi de Hongrie porte le Prédicat honorifique suivant : « Sa Majesté impériale et royale apostolique » (Seine k. und k. apostolische Majestät) ;
- les archiducs de la maison d'Autriche portent le Prédicat d' « Altesse impériale et royale » (k. u. k. Hoheit) ;
- à la demande pressante de la partie hongroise, l'utilisation de k. u. k. est décrétée dans une lettre de l'empereur le 17 octobre 1889 pour l'armée commune ;
- la marine austro-hongroise est nommée officiellement k. u. k. Kriegsmarine
- l'appellation kaiserlich und königlich s'étend également aux membres du Conseil des Ministres des Affaires communes (Ministerrat für gemeinsame Angelegenheiten) de l'Autriche-Hongrie comprenant 
  - le ministre de la Maison impériale et royale et des Affaires étrangères, président,
  - le ministre de la Guerre, chargé de l'armée commune au sein des forces terrestres impériale et royale, ainsi que de la marine austro-hongroise,
  - le ministre commun des Finances.

### KuK dans les différentes langues de la monarchie
| Allemand                                            | Hongrois                          | Tchèque                         | Polonais                         | Roumain                      |
| --------------------------------------------------- | --------------------------------- | ------------------------------- | -------------------------------- | ---------------------------- |
| kaiserlich und königlich (K. u. K.)                 | császári és királyi (Cs. és Kir.) | císařský a královský (C. a K.)  | cesarsko i królewski (C. i K.)   | imperial și regal (I. și R.) |
| kaiserlich/königlich (K. K.) (kaiserlich/königlich) | császári-királyi (Cs. Kir.)       | císařsko-královský (C. K.)      | cesarsko-królewski (C. K.)       | imperial - regal (I.- R.)    |
| königlich ungarisch (K. U.)                         | magyar királyi (M. Kir.)          | královský uherský (Král. Uher.) | królewski węgierski (Król. Węg.) | regal maghiar (R. M.)        |

C. i Kr. en croate, I.R. en italien, C. a K. en slovaque et C. Kr. en slovène.

## Rayonnement

### La «Cacanie»
L'expression k. u. k. et tout le système politico-militaro-bureaucratique auquel elle était liée ont été tournés en dérision non seulement par les nombreuses communautés linguistiques (notamment slaves) qui, dans l'Empire, devaient subir la domination inéquitable des aristocraties autrichienne et hongroise et dont les cultures n'étaient pas reconnues, mais aussi par de nombreux citoyens germanophones. Ce contexte favorisa le foisonnement d'histoires satiriques qui inspirèrent l'écrivain tchèque Jaroslav Hašek (le Brave Soldat Chvéïk, paru dans les années 1920) mais aussi l'Autrichien Robert Musil qui, dans son roman L’Homme sans qualités (Der Mann ohne Eigenschaften) critique les blocages absurdes et aberrants d'une hiérarchie militaire et d'une administration décadentes qui tournent en rond, s'auto-justifient et dont l'action se borne grossièrement à distribuer des médailles et des récompenses officielles afin de continuer à donner une impression de cohésion et de logique. Musil inventa dans son roman le terme de Kakanien. Dans la traduction française du roman, Philippe Jaccottet utilise le terme « Cacanie » pour désigner l'Autriche-Hongrie.

### Kreisky et Kadar
Dans les années 1970, l'expression KuK fut utilisée de manière ironique pour qualifier les deux pays (Autriche et Hongrie) de l'initiale du nom de leurs dirigeants respectifs, Bruno Kreisky et János Kádár.

### Politique récente
La Kakanie a aussi pu ressurgir au XXIe siècle dans des descriptions du nationalisme montant et de la nostalgie impériale-et-royale dans ces deux pays (partis F.P.Ö., Fidesz et Jobbik).

## Sources
- Historische Märsche und sonstige Compositionen für das kaiserliche und königliche Heer. Vom k. u. k. Reichs-Kriegs-Ministerium autorisierte Ausgabe, Vienna, 1845
- Otto's encyclopedia (en) (1888-1909), sujet 'Roi'.
- Somogyi Éva: Kormányzati rendszer a dualista Habsburg Monarchiában, Budapest, 1996